# Kosuke Uchida
Kosuke Uchida (内田 昂輔 Uchida Kosuke?, nacido el 2 de octubre de 1987 en Kioto) es un futbolista japonés que se desempeñaba como centrocampista.

## Trayectoria

### Clubes
| Club         | País  | Año         |
| ------------ | ----- | ----------- |
| Oita Trinita | Japón | 2010 - 2011 |
| FC Ryukyu    | Japón | 2012        |

## Estadística de carrera

### J. League
| Club         | Año   | J. League | J. League | Copa J. League | Copa J. League | Total | Total |
| Club         | Año   | Part.     | Goles     | Part.          | Goles          | Part. | Goles |
| ------------ | ----- | --------- | --------- | -------------- | -------------- | ----- | ----- |
| Oita Trinita | 2010  | 19        | 0         | -              | -              | 19    | 0     |
| Oita Trinita | 2011  | 0         | 0         | -              | -              | 0     | 0     |
| Total        | Total | 19        | 0         | 0              | 0              | 19    | 0     |